# Wolfblood
Wolfblood es una serie de televisión británica sobrenatural de fantasía dirigida a los adolescentes. Se trata de una coproducción entre CBBC y ZDF / ZDFE. La serie se centra en los adolescentes Maddy Smith (interpretada por Aimee Kelly) y Rhydian Morris (interpretado por Bobby Lockwood) centrándose en su doble vida, y en mantener su secreto oculto del mundo exterior. La serie, que consta de trece episodios de 25 minutos,  se estrenó en CBBC el 10 de septiembre de 2012. Este show se presenta actualmente, también, en Disney Channel en USA 
Wolfblood fue creado por Debbie Moon después de que vio las palabras "lobo" y "sangre" en una librería, y se mezclan las dos palabras en su título. La serie fue encargada después de que el sitio web de BBC Writersroom anunció una convocatoria abierta de guiones de teatro para niños. Moon fue uno de ocho escritores que fue a un centro de conferencias en Kent, y después de algunos días de intenso desarrollo, se convirtió en uno de los dos nuevos dramas de los niños originales que se encargará por CBBC.
La serie fue filmada en el noreste de Inglaterra por el mismo equipo que filmó Tracy Beaker Returns. Especificaciones técnicas incluyen a Charles Escolar Thorp y a los bosques de los alrededores de Rowlands Gill. La producción de la serie inició en febrero de 2012 hasta mayo de 2012. Se rodó en 3 bloques de producción. Una segunda serie se confirmó después de que el último episodio de la primera serie se había transmitido. La filmación de la segunda serie comenzó en febrero de 2013 y terminó en mayo de 2013. Todos los consejeros son nuevos en la serie, y fue rodada en cuatro bloques de producción (Episodios 1-4, episodios 5-8, episodio 9, y los episodios 10 -13).
La segunda serie se acompaña de una reserva natural de 10 capítulos serie spin-off,  organizada por Bobby Lockwood. Esto ha sido elaborado por la Unidad de Historia Natural de la BBC, titulado Wolfblood descubierta. Comenzó a transmitirse el 9 de septiembre de 2013. Wolfblood Descubierto compara escenas en Wolfblood con los hechos sobre los lobos reales, y señala cómo el comportamiento del lobo se refleja en las acciones de los personajes de la historia, como vivir en manadas, la defensa de territorio en contra de sus rivales, el miedo al fuego y los espacios cerrados, la confianza en sentido del olfato y una dieta carnívora.

## Elenco
- Aimee Kelly como Maddy Smith.
- Bobby Lockwood como  Rhydian Morris.
- Kedar Williams-Stirling como Tom Okanawe.
- Louisa Connolly-Burnham como Shannon Kelly.
- Leona Kate Vaughan como Jana.
- Shorelle Hepkin como Kay.
- Gabrielle Green como Katrina.
- Niek Versteeg como Liam.
- Rachel Teate como Kara.
- Jonathan Raggett como Jimi Chen.
- Angela Lonsdale como Emma Smith.
- Nahom Kassa como Sa.
- Siwan Morris como Ceri.

## Episodios
| Temporada | Temporada | Episodios | Reino Unido              | Reino Unido           | Latinoamérica                                | Latinoamérica              | España                  | España                  |
| Temporada | Temporada | Episodios | Comienzo                 | Final                 | Comienzo                                     | Final                      | Comienzo                | Final                   |
| --------- | --------- | --------- | ------------------------ | --------------------- | -------------------------------------------- | -------------------------- | ----------------------- | ----------------------- |
|           | 1         | 13        | 10 de septiembre de 2012 | 22 de octubre de 2012 | 10 de enero de 2014                          | 4 de abril de 2014         | 3 de junio de 2013      | 24 de junio de 2013     |
|           | 2         | 13        | 9 de septiembre de 2013  | 21 de octubre de 2013 | 31 de octubre de 2014                        | 7 de febrero de 2015       | 11 de noviembre de 2013 | 29 de noviembre de 2013 |
|           | 3         | 14        | 15 de septiembre de 2014 | 27 de octubre de 2014 | 28 de noviembre de 2022 Estreno en (Blogger) | 17 de diciembre de 2022 en | 22 de octubre de 2015   | 6 de noviembre de 2015  |
|           | 4         | 12        | 8 de marzo de 2016       | 13 de abril de 2016   | -                                            | -                          | -                       | -                       |
|           | 5         | 10        | 27 de febrero de 2017    | 1 de mayo de 2017     | -                                            | -                          | -                       | -                       |

## Spin-off
La segunda serie estuvo acompañada por una serie derivada de la vida silvestre de 10 partes que exploraba los lobos, presentada por Bobby Lockwood. Esto ha sido producido por la Unidad de Historia Natural de la BBC, titulado Wolfblood Uncovered; comenzó a transmitirse el 9 de septiembre de 2013. Wolfblood Uncovered compara escenas en Wolfblood con datos sobre lobos reales, y señala cómo el comportamiento de los lobos se refleja en las acciones de los personajes de la historia, como vivir en manadas, defender el territorio contra los rivales, miedo al fuego y a los espacios cerrados, confianza en el sentido del olfato y carnívoro. dieta.